# Doncols
Doncols (en luxemburguès:  Donkels; en alemany:  Donkols) és una vila de la comuna de Winseler, situada al districte de Diekirch del cantó de Wiltz. Està a uns 35 km de distància de la ciutat de Luxemburg.

## Història
Doncols junt amb Sonlez, és un dels dos pobles valons que es van quedar en el Gran Ducat durant la formació de la província belga de Luxemburg el 1839.

## Geografia
Es troba al llarg de la frontera belga, enfront del llogaret de Bras (comunitat de Bastogne). Al sud-oest, limita amb Sonlez.